# Primer ministre d'Armènia
El Primer Ministre d'Armènia (Հայաստանի Հանրապետության վարչապետ, Hayastani Hanrapetut'yan varch'apet) és el cap de govern i líder dels ministres del Govern d'Armènia, i és requerit per la Constitució d'Armènia per a "determinar les directrius polítiques principals del govern, dirigir les activitats del govern i coordinar el treball dels diferents membres del govern". També, d'acord amb la constitució, el Primer Ministre encapçala el Consell de Seguretat, el qual dicta les principals decisions en matèria de defensa nacional; així, el Primer Ministre és de manera efectiva el comandant en cap de les Forces armades d'Armènia. Sota la nova constitució de 2015, el càrrec de Primer Ministre és el més poderós i influent de la política armènia. El Primer Ministre és nomenat pel President d'Armènia després d'una votació a l'Assemblea Nacional Armènia. El Primer Ministre pot ser cessat per una moció de censura del poder legislatiu. Al referèndum constitucional de 2015, els ciutadans votaren a favor de convertir Armènia en una república parlamentària.
El càrrec de Primer Ministre fou creat l'any 1918 amb la fundació de la República Democràtica d'Armènia. Desaparegué quan aquest estat fou integrat a la República Federal Soviètica de Transcaucàsia i després esdevingué la República Socialista Soviètica d'Armènia. Amb la independència d'Armènia l'any 1991, el càrrec de Primer Ministre fou reinstaurat.
L'actual Primer Ministre és Nikol Paixinian. Prengué possessió el 8 de maig de 2018 després de la dimissió de Serj Sargsian.

## Llista de primers ministres
| Primer Ministre de la República Democràtica d'Armènia (1918-1920)         |                   |                                  |                        |                        |      |
| 1                                                                         |                   | Hovhannès Kadjaznuní (1868-1938) | 30 de juny de 1918     | 28 de maig de 1919     | FRA  |
| 1                                                                         | 0 anys, 332 dies  | Hovhannès Kadjaznuní (1868-1938) |                        |                        | FRA  |
| 2                                                                         |                   | Aleksandr Khatisian (1874-1945)  | 28 de maig de 1919     | 5 de maig de 1920      | FRA  |
| 2                                                                         | 0 anys, 343 dies  | Aleksandr Khatisian (1874-1945)  |                        |                        | FRA  |
| 3                                                                         |                   | Hamo Ohanjanian (1873-1947)      | 5 de maig de 1920      | 25 de novembre de 1920 | FRA  |
| 3                                                                         | 0 anys, 204 dies  | Hamo Ohanjanian (1873-1947)      |                        |                        | FRA  |
| 4                                                                         |                   | Simon Vratsian (1882-1969)       | 25 de novembre de 1920 | 2 de desembre de 1920  | FRA  |
| 4                                                                         | 0 anys, 7 dies    | Simon Vratsian (1882-1969)       |                        |                        | FRA  |
| President del Consell de Comissaris del Poble de la RSSA-RFST (1921-1937) |                   |                                  |                        |                        |      |
| 1                                                                         |                   | Aleksandr Miasnikian (1886-1925) | 1 de gener de 1921     | 30 de gener de 1922    | PCA  |
| 1                                                                         | 1 any, 29 dies    | Aleksandr Miasnikian (1886-1925) |                        |                        | PCA  |
| 2                                                                         |                   | Sargis Lukashin (1883-1937)      | 21 de maig de 1922     | 24 de juny de 1925     | PCA  |
| 2                                                                         | 3 anys, 34 dies   | Sargis Lukashin (1883-1937)      |                        |                        | PCA  |
| 3                                                                         |                   | Sargis Hambardzumian (1870-1944) | 24 de juny de 1925     | 22 de març de 1928     | PCA  |
| 3                                                                         | 2 anys, 272 dies  | Sargis Hambardzumian (1870-1944) |                        |                        | PCA  |
| 4                                                                         |                   | Sahak Ter-Gabrielian (1886-1937) | 22 de març de 1928     | 10 de febrer de 1935   | PCA  |
| 4                                                                         | 6 anys, 325 dies  | Sahak Ter-Gabrielian (1886-1937) |                        |                        | PCA  |
| 5                                                                         |                   | Abraham Guloian (1893-1938)      | 10 de febrer de 1935   | 30 de gener de 1937    | PCA  |
| 5                                                                         | 1 any, 355 dies   | Abraham Guloian (1893-1938)      |                        |                        | PCA  |
| President del Consell de Comissaris del Poble de la RSSA (1937-1946)      |                   |                                  |                        |                        |      |
| 1                                                                         |                   | Sargis Hambardzumian (1870-1944) | 30 de gener de 1937    | 1 de maig de 1937      | PCA  |
| 1                                                                         | 0 anys, 91 dies   | Sargis Hambardzumian (1870-1944) |                        |                        | PCA  |
| 2                                                                         |                   | Stepan Akopian (1878-1961)       | 1 de maig de 1937      | 21 de setembre de 1937 | PCA  |
| 2                                                                         | 0 anys, 143 dies  | Stepan Akopian (1878-1961)       |                        |                        | PCA  |
| 3                                                                         |                   | Aram Piruzian (1907-1996)        | 23 de novembre de 1937 | 1 d'octubre de 1943    | PCA  |
| 3                                                                         | 5 anys, 312 dies  | Aram Piruzian (1907-1996)        |                        |                        | PCA  |
| 4                                                                         |                   | Agasi Sargsian (1905-1985)       | 1 d'octubre de 1943    | 1 de gener de 1946     | PCA  |
| 4                                                                         | 2 anys, 92 dies   | Agasi Sargsian (1905-1985)       |                        |                        | PCA  |
| President del Consell de Ministres de la RSSA (1946-1991)                 |                   |                                  |                        |                        |      |
| 1                                                                         |                   | Agasi Sargsian (1905-1985)       | 1 de gener de 1946     | 29 de març de 1947     | PCA  |
| 1                                                                         | 1 any, 87 dies    | Agasi Sargsian (1905-1985)       |                        |                        | PCA  |
| 2                                                                         |                   | Sahak Karapetian (1906-1987)     | 29 de març de 1947     | 20 de novembre de 1952 | PCA  |
| 2                                                                         | 5 anys, 236 dies  | Sahak Karapetian (1906-1987)     |                        |                        | PCA  |
| 3                                                                         |                   | Anton Kotxinian (1913-1990)      | 20 de novembre de 1952 | 5 de febrer de 1966    | PCA  |
| 3                                                                         | 13 anys, 77 dies  | Anton Kotxinian (1913-1990)      |                        |                        | PCA  |
| 4                                                                         |                   | Badal Muradian (1915-1991)       | 5 de febrer de 1966    | 21 de novembre de 1972 | PCA  |
| 4                                                                         | 6 anys, 290 dies  | Badal Muradian (1915-1991)       |                        |                        | PCA  |
| 5                                                                         |                   | Grigor Arzumanian (1919-1976)    | 21 de novembre de 1972 | 28 de novembre de 1976 | PCA  |
| 5                                                                         | 4 anys, 7 dies    | Grigor Arzumanian (1919-1976)    |                        |                        | PCA  |
| [ 3 ]                                                                     |                   | G. Martirosian (1934-2015)       | 28 de novembre de 1976 | 17 de gener de 1977    | PCA  |
| [ 3 ]                                                                     | 0 anys, 50 dies   | G. Martirosian (1934-2015)       |                        |                        | PCA  |
| 6                                                                         |                   | Fadei Sargsian (1923-2010)       | 17 de gener de 1977    | 16 de gener de 1989    | PCA  |
| 6                                                                         | 11 anys, 365 dies | Fadei Sargsian (1923-2010)       |                        |                        | PCA  |
| 7                                                                         |                   | Vladimir Margariants (1934-2000) | 16 de gener de 1989    | 13 d'agost de 1990     | PCA  |
| 7                                                                         | 1 any, 209 dies   | Vladimir Margariants (1934-2000) |                        |                        | PCA  |
| 8                                                                         |                   | Vazguèn Manukian (1946)          | 13 d'agost de 1990     | 23 d'agost de 1990     | UND  |
| 8                                                                         | 0 anys, 10 dies   | Vazguèn Manukian (1946)          |                        |                        | UND  |
| Primer Ministre de la República d'Armènia (1990-)                         |                   |                                  |                        |                        |      |
| 1                                                                         |                   | Vazguèn Manukian (1946)          | 23 d'agost de 1990     | 22 de novembre de 1991 | UND  |
| 1                                                                         | 1 any, 91 dies    | Vazguèn Manukian (1946)          |                        |                        | UND  |
| 2                                                                         |                   | Gaguik Harutiunian (1948)        | 21 de novembre de 1991 | 30 de juliol de 1992   | Ind  |
| 2                                                                         | 0 anys, 252 dies  | Gaguik Harutiunian (1948)        |                        |                        | Ind  |
| 3                                                                         |                   | Khosrov Harutiunian (1948)       | 30 de juliol de 1992   | 2 de febrer de 1993    | Ind  |
| 3                                                                         | 0 anys, 187 dies  | Khosrov Harutiunian (1948)       |                        |                        | Ind  |
| 4                                                                         |                   | Hrant Bagratian (1958)           | 2 de febrer de 1993    | 4 de novembre de 1996  | MNPA |
| 4                                                                         | 3 anys, 276 dies  | Hrant Bagratian (1958)           |                        |                        | MNPA |
| 5                                                                         |                   | Armèn Sarkissian (1952)          | 4 de novembre de 1996  | 20 de març de 1997     | Ind  |
| 5                                                                         | 0 anys, 136 dies  | Armèn Sarkissian (1952)          |                        |                        | Ind  |
| 6                                                                         |                   | Robert Kotxarian (1954)          | 20 de març de 1997     | 10 d'abril de 1998     | Ind  |
| 6                                                                         | 1 any, 21 dies    | Robert Kotxarian (1954)          |                        |                        | Ind  |
| 7                                                                         |                   | Armèn Darbinian (1964)           | 10 d'abril de 1998     | 11 de juny de 1999     | Ind  |
| 7                                                                         | 1 any, 62 dies    | Armèn Darbinian (1964)           |                        |                        | Ind  |
| 8                                                                         |                   | Vazguèn Sargsian (1959-1999)     | 11 de juny de 1999     | 27 d'octubre de 1999   | PRA  |
| 8                                                                         | 0 anys, 138 dies  | Vazguèn Sargsian (1959-1999)     |                        |                        | PRA  |
| 9                                                                         |                   | Aram Sargsian (1961)             | 3 de novembre de 1999  | 2 de maig de 2000      | PRA  |
| 9                                                                         | 0 anys, 181 dies  | Aram Sargsian (1961)             |                        |                        | PRA  |
| 10                                                                        |                   | Adranik Margarian (1949-2007)    | 2 de maig de 2000      | 25 de març de 2007     | PRA  |
| 10                                                                        | 6 anys, 327 dies  | Adranik Margarian (1949-2007)    |                        |                        | PRA  |
| 11                                                                        |                   | Serj Sargsian (1954)             | 25 de març de 2007     | 7 d'abril de 2008      | PRA  |
| 11                                                                        | 1 any, 13 dies    | Serj Sargsian (1954)             |                        |                        | PRA  |
| 12                                                                        |                   | Tigran Sargsian (1960)           | 9 d'abril de 2008      | 13 d'abril de 2014     | PRA  |
| 12                                                                        | 6 anys, 4 dies    | Tigran Sargsian (1960)           |                        |                        | PRA  |
| 13                                                                        |                   | Hovik Abrahamian (1959)          | 13 d'abril de 2014     | 8 de setembre de 2016  | PRA  |
| 13                                                                        | 2 anys, 148 dies  | Hovik Abrahamian (1959)          |                        |                        | PRA  |
| 14                                                                        |                   | Karèn Karapetian (1963)          | 13 de setembre de 2016 | 17 d'abril de 2018     | PRA  |
| 14                                                                        | 1 any, 216 dies   | Karèn Karapetian (1963)          |                        |                        | PRA  |
| 15                                                                        |                   | Serj Sargsian (1954)             | 17 d'abril de 2018     | 23 d'abril de 2018     | PRA  |
| 15                                                                        | 0 anys, 6 dies    | Serj Sargsian (1954)             |                        |                        | PRA  |
| [ 3 ]                                                                     |                   | Karèn Karapetian (1963)          | 23 d'abril de 2018     | 8 de maig de 2018      | PRA  |
| [ 3 ]                                                                     | 0 anys, 15 dies   | Karèn Karapetian (1963)          |                        |                        | PRA  |
| 16                                                                        |                   | Nikol Paixinian (1975)           | 8 de maig de 2018      |                        | TC   |
| 16                                                                        | En el càrrec      | Nikol Paixinian (1975)           |                        |                        | TC   |